# Frey House II
Pour les articles homonymes, voir Frey, House et II.
Frey House II est une maison d'architecte de style architecture californienne moderne, construite entre 1963 et 1964 par l'architecte suisse-américain Albert Frey (architect) (en) (1903-1998) à Palm Springs dans le désert des Mojaves de Californie aux États-Unis. Cette résidence secondaire personnelle de l'architecte, actuelle propriété du Palm Springs Art Museum, est classée au Registre des lieux historiques de Californie depuis 2015.

## Historique
Originaire de Suisse, et après avoir travaillé entre autres pour Le Corbusier et Pierre Jeanneret à Paris (entre autres sur le projet de Villa Savoye de 1928) Albert Frey émigre aux États-Unis en 1928, ou il s'associe avec A. Lawrence Kocher (en) jusqu'en 1935 (architecte et directeur de la revue d'architecture américaine Architectural Record (en)) avec qui il contribue de manière significative au mouvement moderne américain.
Il s'installe définitivement à Palm Springs à partir de 1939 (après avoir participé durant deux ans à la construction du Museum of Modern Art (MoMA) de Manhattan à New York, des architectes Philip L. Goodwin et Edward Durell Stone). Inspiré entre autres des mouvements européen du Bauhaus, De Stijl des Pays-Bas, du mouvement moderne, et du style architecture californienne moderne dont il est un des principaux représentants historiques, il y construit sa première maison personnelle Frey House I entre 1940 et 1943, ainsi que de nombreuses autres constructions, dont les hôtel de ville, église, et Tramway Gas Station (en) de Palm Springs... 
Il construit cette seconde maison d'architecte personnelle secondaire entre 1963 et 1964, perchée dans le paysage rocheux naturel des hauteurs du monts San Jacinto, avec vue panoramique sur Palm Spring. Cette maison de 75 m² est construite avec structure métallique simple, toit en tôle d'aluminium ondulée, patio, espace ouvert avec chambre, salon salle à manger, cuisine, et salle de bain sur deux niveaux, gros rocher séparateur naturel partiel entre les parties chambre et salon, mobilier intégré, baie vitrée sur la terrasse et piscine sur plateforme devant la maison, et chambre d'amis supplémentaire de 30 m² ajoutée en 1967,. Cette maison ou il vit toute sa vie est léguée au Palm Springs Art Museum après sa disparition en 1998. Le musée en organise des visites publiques occasionnelles. Une Golden Palm Star honorifique sur Palm Springs Walk of Stars (en) est dédiée à Albert Frey en 2010.